# Ян Владислав Почобут-Одляницький
Ян Владислав Почобут-Одланицький (пол. Jan Władysław Poczobut Odlanicki; 26 червня 1640 — 23 травня 1703) — річпосполитський мемуарист.

## Біографія
Походив зі шляхетської родини з Литви. 1658—1671 служив у війську, брав участь у війнах зі Швецією, козаками та Московією. 1671 осів на селі. Був вількомирським ловчим (1680) і ошмянським стольником (1684). Вів записи, за якими 1682—1884 уклав мемуари «Notacye moje i diariusz mojej służby wojennej…» (видали Л. Потоцький і Юзеф Ігнацій Крашевський 1877 під назвою «Pamiętnik… 1640—1684»; 1987 його перевидав Анджей Рахуба). Найбільше місця в мемуарах Почобут-Одляницького відведено подіям 1658—1684, у тому числі пов'язаним із Національною революцією 1648—1676.